# 경상남도여성능력개발센터
경상남도여성능력개발센터(慶尙南道女性能力開發센터)은 지방자치법 제114조법 제114조에 따라 여성의 복리증진과 경제적 자립기반을 조성하기 위하여 설치된 경상남도청 소속기관이다. 경상남도 창원시 성산구 용지로 240에 위치하고 있다.

## 같이 보기
- 경상남도청